# Kärlek på villospår
Kärlek på villospår (engelska: Love on a Branch Line) är en brittisk dramaserie från 1994. Serien är baserad på John Hadfields bok med samma namn från 1959. Serien visades på SVT 1996. 

## Handling
Jasper Pye, en ung tjänsteman, besöker den engelska landsbygden och godset Arcady Hall vid gränsen mellan Suffolk och Norfolk. Han har fått i uppdrag av statsförvaltningens att utreda vad den bortglömda statistikavdelningen egentligen har för sig. Den tillkom under andra världskriget, men har sedan dess inte sänt in en endaste rapport. 
Men istället för att fokusera på arbete blir Jasper Pye fullkomligt förförd av den vackra omgivningen och de människor han möter, i synnerhet av den originelle Lord Flamboroughs tre vackra och frigjorda döttrar. Hans vistelse blir inte alls vad han hade föreställt sig. 

## Rollista i urval
- Michael Maloney - Jasper Pye
- Leslie Phillips - Lord Flamborough
- Maria Aitken - Lady Flamborough
- Abigail Cruttenden - Belinda
- Cathryn Harrison - Chloe
- Charlotte Williams - Matilda
- Amanda Root - Miss Mounsey
- Gillian Raine - Miss Tidy
- Graham Crowden - Professor Pollux
- David Haig - Lionel Virley
- Stephen Moore - Quirk
- Joe Melia - Mr Jones

## DVD
Serien finns utgiven på DVD.